# Huemul severní
Huemul severní, česky také jelen peruánský (Hippocamelus antisensis), je jelenovitý druh sudokopytníka náležící do rodu huemul (Hippocamelus). Druh popsal Alcide d'Orbigny roku 1834, první zmínka o něm však pochází od Étienne Geoffroye Saint-Hilaireho a de Blainvilleho.

## Výskyt
Huemul severní obývá Argentinu (severozápad), Bolívii (západ), Chile (severovýchod, pouze malé populace) a Peru, přičemž se vyskytuje v andské části. Oblast výskytu je roztříštěna na malé navzájem izolované skupiny huemulů. Někdy je do areálu výskytu tohoto kopytníka řazen také Ekvádor, pravděpodobně zde však nežije. Existovaly sice čtyři muzejní exempláře, které prý z tohoto státu pocházely, ale ty již zmizely. V takových neověřitelných případech je nejasné, zdali vzorky nebyly získány z přilehlých států. Jako pochybná byla potom označena také nalezená část parohu datovaná do třetího interglaciálu.
Huemul severní obývá oblasti položené ve vysokých nadmořských výškách až po 5 000 metrů, přičemž častěji žije v polohách vyšších než 3 960 m n. m. Platí, že směrem z jihu na sever nadmořská výška stoupá. Nejčastěji obývanou oblastí jsou skalnaté výchozy s travnatou vegetací na horských svazích, vítaná je přítomnost vodního zdroje.

## Popis
Tento podsaditý kopytník střední velikosti dosahuje délky těla mezi 138 až 146 cm u samců s až 13cm ocasem, samice měří na délku 128 až 130 cm, s ocasem dosahujícím maximálně 12 cm. V kohoutku měří huemulové od 69 do 80 cm (samci zhruba 74 až 77 cm, samice 69 až 71 cm) a jejich hmotnost se pohybuje mezi 46 až 60 kg. Samci jsou větší než samice (mimoto existují i znatelné rozdíly ve velikosti mezi jednotlivými samci) – u tohoto druhu se vyvinul pohlavní dimorfismus. Od samic samce odlišuje také dvojvidličnaté paroží, které je však malé, měřící maximálně kolem 30 cm. Druh má krátké končetiny a špičaté uši. Plochá čelní kost tvoří téměř jednu rovinu s kostmi nosními. U druhu se mohou vyvinout horní špičáky (hlavně u samců), jinak celkový zubní vzorec činí
{\displaystyle {I0\cdot C0\cdot P3\cdot M3 \over I3\cdot C1\cdot P3\cdot M3}=32}.
Huemul severní má hrubou srst, tělo je žluto-šedo-hnědě zbarvené. Ocas má barvu hnědou a jeho spodek je opět bělavý. Spodní partie těla jsou v případě hrudníku a břicha hnědé, zbytek je bílý. Obličej druhu zdobí typický znak huemula severního: tmavá skvrna ve tvaru písmene Y, případně V, jež ovšem může někdy i chybět, a bílý půlměsíc okolo čenichu.

## Chování

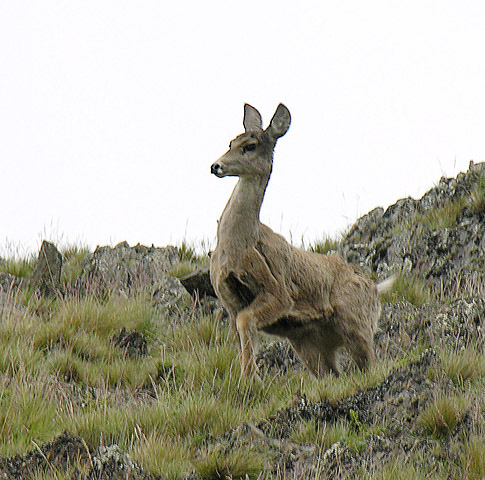
Huemul severní v Argentině

Huemul severní je převážně druhem společenským; šesti- až sedmičlenné skupinky jsou složeny z jedinců obou pohlaví. Složení a velikost skupin se během roku, a dokonce i během dne, liší a je založeno na štěpně-fúzním základu. Největší stádo huemulů čítalo 31 zvířat, nicméně tak velké skupiny nejsou běžné; na druhou stranu poté existují i záznamy o exemplářích žijících solitérním životem. S těmi se lze setkat zvláště v oblastech narušených lidmi. Pokud huemulové žijí ve stádech, vedou je obvykle samičky, zatímco samci se zdržují na jejich koncích. Aktivitu projevuje huemul během dne a v jeho průběhu mění výšku stanoviště až o 500 m; zatímco pozdní část dne tráví tito kopytníci v nadmořských výškách nižších, dopoledne preferují nadmořské výšky vyšší. Změny nadmořské výšky jsou zaznamenávány taky podle ročního období. Území sdílí huemul s jinými kopytníky (včetně jelenců běloocasých a některých chovaných domestikovaných zvířat, jako je lama krotká). Huemulové spolu navzájem komunikují pomocí vizuálních gest a pachových značek vylučovaných ze žláz na končetinách; naopak komunikace pomocí zvuků zaznamenána nebyla.
Huemul severní je býložravec, oblíbenou potravou jsou různé traviny či kořeny. Žere například některé hvězdnicovité (Asteraceae), broméliovité (Bromeliaceae, rod Puya), třtinu (Calamagrostis), lupiny (Lupinus), starčeky (Senecio) a řadu dalších rostlinných druhů.

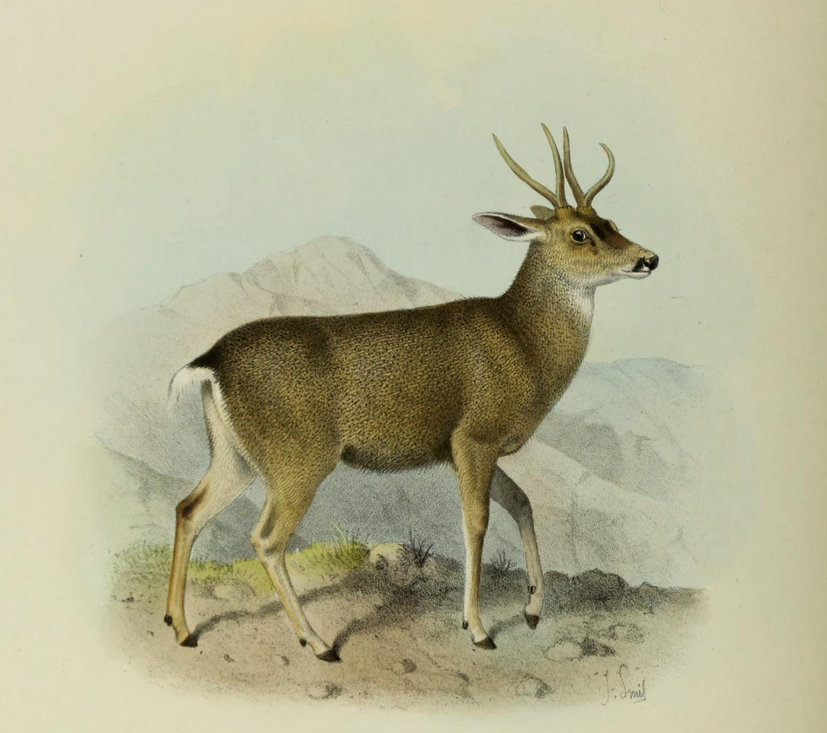
Kresba huemula severního z roku 1898

Rozmnožování huemula severního probíhá především mezi červnem a srpnem; stáda se tehdy začnou rozdrobovat do menších skupin. Samci si vydržují skupinku samic a s ostatními samci o ně svádějí souboje. Využívají k tomu své paroží, jehož vývoj odpovídá době rozmnožování – plně vyvinuté jsou parohy v květnu, tedy měsíc před začátkem období rozmnožování. V září potom dojde k jejich shození. Se svou skupinkou samic se samci páří. Samotný akt kopulace není dlouhý, trvá několik sekund. Mláďata se rodí zhruba po 240 dnech březosti, datum porodů tedy připadá na období mezi lednem a březnem, kdy je v oblasti období dešťů. Samička má obyčejně jedináčka, dvakráte pak byla zaznamenána dvojčata, z toho jedno v zajetí a jedno ve volné přírodě ve vlhké puně východních And. Svůj první měsíc života mládě tráví ukryto v bezpečí skal. Predátorů huemulové severní moc nemívají. Pro mláďata představují hrozbu lišky, největším nepřítelem těchto tvorů je potom puma americká (Puma concolor).

## Ohrožení
Mezinárodní svaz ochrany přírody uvádí odhadovanou populaci huemulů na až 23 000 jedinců, efektivní velikost populace nicméně považuje za asi čtvrtinovou. Největší počet jedinců přežívá v Peru. Populace mají klesající tendenci, převážně kvůli úbytku vhodného přirozeného prostředí, navíc mu konkurují v potravě domestikovaná zvířata, hrozbou je predace ze strany psů. Nebezpečí představuje také zabíjení huemulů lidmi, který představoval významnou hrozbu již v 60. letech 20. století. Huemulové jsou zabíjeni z různých důvodů. Někde jsou stříleni coby škůdci, kteří ničí úrodu, někde jsou vyhledávaní jako trofeje, přičemž takový lov není legální. Lov probíhá také pro maso a paroží, jenž slouží jako součást tradiční bolivijské medicíny. Přestože huemulové žijí v chráněných územích, ta nedosahují potřebné rozlohy.
Podle Mezinárodního svazu ochrany přírody patří huemul severní mezi zranitelné druhy (poprvé byl za zranitelného považován roku 1982), v Úmluvě o mezinárodním obchodu s ohroženými druhy volně žijících živočichů a rostlin je zařazen do první přílohy. V Bolívii, kde spadá druh pod ochranu Decreto de
Veda General Indefinida (vyhláška o zákazu lovu), patří druh mezi ohrožené. Ohroženým je rovněž v Argentině a jedná se o zdejší přírodní památku. Chile považuje huemula severního za zranitelného a spadá rovněž pod právní ochranu (zákon o myslivosti).